# Mariana Chiesa Mateos
Mariana Chiesa Mateos (28 de octubre de 1967, La Plata) es una pintora, grabadora e ilustradora de cuentos argentina.

## Biografía
Nieta de inmigrantes españoles en Argentina. Mateos estudió en la Facultad de Bellas Artes de la Universidad Nacional de La Plata. En 1997, se trasladó a Barcelona y, desde 2008, vive cerca de Bolonia, Italia.
En 2004 ilustró una nueva edición de No hay tiempo para jugar. Relatos de niños trabajadores, versión ilustrada del libro publicado doce años antes por la socióloga mexicana Sandra Arenal Huerto en el que recogía los testimonios de cincuenta niños trabajadores de Monterrey. Hasta su muerte en 2000, Sandra Arenal se distinguió por su lucha en favor de los derechos de los niños explotados. Un resultado de su trabajo social fue el libro No hay tiempo para jugar, basado en las numerosas entrevistas que realizó a niños explotados, en muchos casos antes de cumplir los doce años. Los niños hablan sobre su trabajo, su vida y sus sueños. Las ilustraciones del libro fueron presentadas en 2003, en la Feria Internacional de Libro para Niños de Bolonia.
En 2007 el libro se publicó también en italiano con el título Non c'è tempo per giocare. 
Otro libro ilustrado por la autora en colaboración con Amnistía Internacional, Migrando, apareció en Italia en 2010. Libro sin palabras, plantea los problemas de la migración en Europa pues para la autora es misión del arte abordar los problemas sociales, como hace en No hay tiempo para jugar y Migrando.
En 2012 ha formado parte del jurado del premio El libro excepcional dentro del programa infantil y juvenil del Literaturfestival de Berlín.
En 2022 recibió el Diploma al Mérito de los Premios Konex como ilustradora de la última década en Argentina.